# Arcidiecéze Omaha
Arcidiecéze Omaha (latinsky Archidioecesis Omahensis) je římskokatolická arcidiecéze na části území severoamerického státu Nebraska se sídlem ve městě Omaha a s katedrálou sv. Cecilie v Omaze. Jejím současným arcibiskupem je George Joseph Lucas.

## Stručná historie
Papež Pius IX. zřídil v roce 1857 Apoštolský vikariát Nebraska, z něhož se v roce 1885 stala Diecéze Omaha, povýšená roku 1945 na metropolitní arcidiecézi.

## Církevní provincie

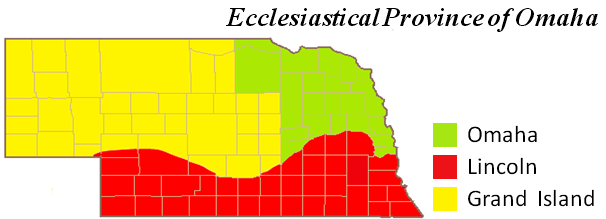
Mapa církevní provincie Omaha

Jde o metropolitní arcidiecézi, která zahrnuje území státu Nebraska a jíž jsou podřízena tato sufragánní biskupství:
- diecéze Grand Island
- diecéze lincolnská